# Пилип Орлик (срібна монета)
«Пили́п О́рлик» — срібна пам'ятна монета номіналом 10 гривень, випущена Національним банком України, присвячена представникові українського шляхетського роду, сподвижнику Івана Мазепи, який став гетьманом у вигнанні — Пилипу Орлику (1672—1742 роки), автору першої української конституції «Пакти та конституції законів та вольностей Війська Запорозького…» (1710), яка є історичною пам'яткою політично-правової думки України початку XVIII ст., що регламентувала основні питання державного будівництва в Україні.
Монету введено в обіг 30 травня 2002 року. Вона належить до серії «Герої козацької доби».

## Опис монети та характеристики
| Номінал грн. | Метал            | Маса, г      | Діаметр, мм | Якість виготовлення | Гурт     | Тираж, штук |
| ------------ | ---------------- | ------------ | ----------- | ------------------- | -------- | ----------- |
| 10           | срібло 925 проби | 31,1 / 33,62 | 38,6        | пруф                | рифлений | 3 000       |

### Аверс
На аверсі монети зображена одна для всієї серії композиція, що відображає національну ідею Соборності України: з обох боків малого Державного герба України розміщені фігури архістратига Михаїла і коронованого лева — герби міст Києва та Львова. Навколо зображення розміщені стилізовані написи, розділені бароковим орнаментом: «УКРАЇНА», «10 ГРИВЕНЬ», «2002», позначення та проба металу — Ag 925 і його вага у чистоті — 31,1.

### Реверс

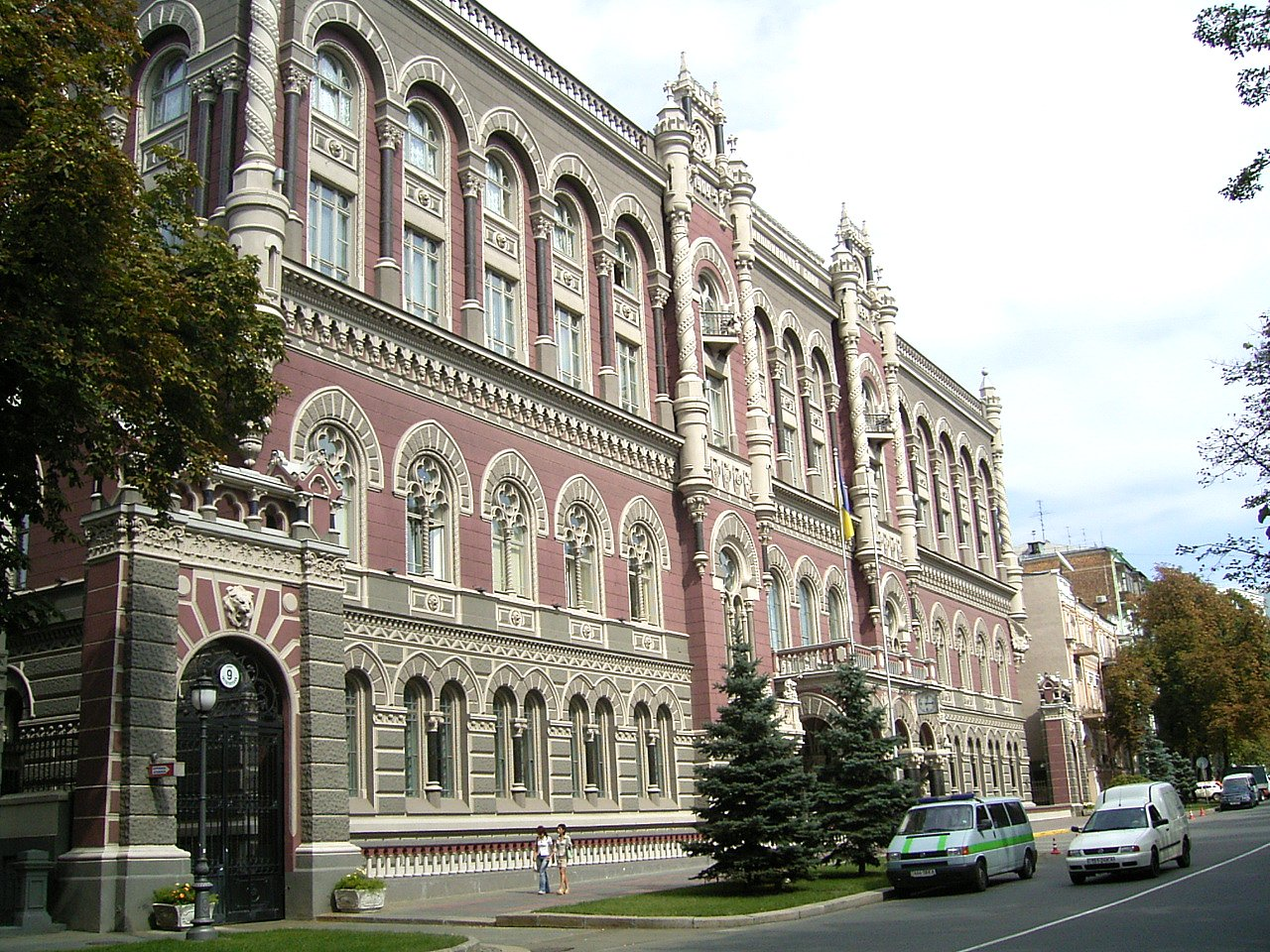
Будівля Національного банку України

На реверсі монети в намистовому колі в центрі зображено Пилипа Орлика, який стоїть в оточенні козаків-соратників, піднявши праву руку та тримаючи в лівій руці розгорнутий свиток «Пакти та конституції...». Між зовнішнім кантом монети і намистовим колом угорі розміщено стилізований напис «ПИЛИП ОРЛИК», унизу ліворуч — роки життя «1672—1742».

## Автори
- Художник — Івахненко Олександр.
- Скульптори: Новаковськи Анджей, Дем'яненко Володимир.

## Вартість монети
Ціна монети — 575 гривень була вказана на сайті Національного банку України в 2012 році.
Фактична приблизна вартість монети, з роками змінювалася так:
| Рік        | 2010  | 2011  | 2012  | 2013  | 2014  | 2015  | 2016  | 2017  | 2018  | 2019  | 2020  | 2021  | 2022  | 2023  | 2024  | 2025  |
| ---------- | ----- | ----- | ----- | ----- | ----- | ----- | ----- | ----- | ----- | ----- | ----- | ----- | ----- | ----- | ----- | ----- |
| Ціна, грн. | 1 900 | 1 900 | 1 900 | 1 900 | 1 320 | 1 750 | 2 600 | 2 800 | 2 500 | 2 000 | 1 900 | 1 600 | 2 200 | 2 800 | 3 800 | 5 600 |